# Giro d'Italia de 1959
Giro d'Italia 1959 foi a quadragésima segunda edição da prova ciclística Giro d'Italia (Corsa Rosa), realizada entre os dias 16 de maio e 7 de junho de 1959.
A competição foi realizada em 22 etapas com um total de 3.657 km.
O vencedor foi o ciclista luxemburguês Charly Gaul. Largaram 130 competidores, cruzaram a linha de chegada 86 corredores.